# Státní znak Kamerunu
Státní znak Kamerunu je tvořen zeleno-zlatým polceným štítem (heraldicky levé pole je zlaté, pravé je zelené) s červenou špicí. V červeném poli je v horní části zlatá, pěticípá hvězda, pod ní je modrá silueta kamerunské mapy. Přes mapu je položen černý meč a černé, rovnoramenné váhy spravedlnosti s bílými miskami. Za štítem jsou dva zlaté, zkřížené liktorské svazky se stříbrnými sekerami se zlatými topůrky. Nad štítem je do oblouku  francouzské motto PAIX • TRAVAIL • PATRIE, pod ním totéž motto (menším písmem) v angličtině PEACE • WORK • FATHERLAND (česky Mír, práce, vlast). Pod štítem je do oblouku zlatá stuha s černým anglickým názvem státu REPUBLIC OF CAMEROON a pod ním (větším písmem) ve francouzštině RÉPUBLIQUE DU CAMEROUN (česky Kamerunská republika).

## Historie
Území dnešního Kamerunu bylo objeveno portugalskými mořeplavci roku 1472. V následujících stoletích do Kamerunu pronikli obchodníci ze Španělska, Nizozemska, Francie a Británie, kteří zde rozvinuli obchod s otroky. Tento obchod na počátku 19. století zanikl ale ve druhé polovině století začala v oblasti expanze německých obchodníků. 14. července 1884 vyhlásilo Německé císařství v pobřežních oblastech říšský protektorát Kamerun, který se 15. června 1896 změnil na německou kolonii. Užívaly se zde státní symboly Německého císařství.
Kolem roku 1912 začalo Německo uvažovat o rozlišení vlajek svých kolonií podle britského vzoru (německé kolonie byly považovány za nedílnou součást říše). Vlajky, lišící se znaky, byly navrženy, v roce 1914 i schváleny, ale po vypuknutí 1. světové války nebyly nikdy zavedeny. Znakem Kamerunu měl být červený štít s bílou sloní hlavou. Existují různé varianty znaků, lišící se tvarem a existencí říšské orlice či císařské koruny.

Malý státní znak Německého císařství v Německém Kamerunu (1889–1918)
Jeden z návrhů znaku Německého Kamerunu (1912)

V průběhu 1. světové války bylo území Kamerunu obsazeno britským a francouzským vojskem, a po konci války bylo 28. června 1919 formálně rozděleno na Francouzský a Britský Kamerun. 22. července 1922 byl Kamerun prohlášen za mandatorní území pod správou Francie (převážná část) a Spojeného království (severozápad země při hranici s Nigérií. 13. prosince 1946 byly obě části přeměněny na poručenské území OSN. 1. října 1954 se britská část stala součástí Nigerijské federace a 15. května 1957 získala francouzská část omezenou vnitřní svrchovanost pod názvem Stát Kamerun nebo Autonomní republika Kamerun. 1. ledna 1960 získala francouzská část nezávislost, státní znak byl zaveden až 31. prosince 1960 zákonem č. 60/80. Tvořil jej zeleno-zlatě polcený štít s červenou špicí. V zeleném i zlatém poli bylo v horní části po jedné zlaté, pěticípé hvězdě s černým okrajem. V červeném poli byla stříbrná silueta kamerunské mapy a přes ni černý meč s vahami. Za štítem byly dva zlaté, zkřížené liktorské svazky se stříbrnými sekerami s hnědými topůrky. Červená špice symbolizovala Kamerunskou horu, meč a váhy spravedlnosti politickou rovnost a jednotu. Dvě hvězdy jsou symbolem dvou hlavních oblastí země. Liktorské svazky se sekerami jsou symbolem republikánského zřízení. (není obrázek)
11. února 1961 bylo v britské části vyhlášeno referendum, severní část zvolila připojení k Nigérii, jižní zvolila federativní připojení ke Kamerunské federativní republice, která byla ustanovena 1. října 1961. K datu vzniku federace byl mírně změněn státní znak: barva hvězd a mapové siluety byla změněna na modrou, nad štítem přibyla zlatá, na krajích dvakrát přeložená stuha s černým textem ve francouzštině RÉPUBLIQUE DU CAMEROUN - 1ER JANVIER 1960 (česky Kamerunská republika - 1. leden 1960). Pod štítem byla nově také stuha, rovněž dvakrát přeložená, s francouzským mottem PAIX • TRAVAIL • PATRIE (česky Mír, práce, vlast).

Státní znak Kamerunu (1961–1975)

1. ledna 1968 vydala kamerunská pošta obálku a poštovní známku s odlišným vyobrazením státního znaku: horní stuha chybí, dolní je červeně podšitá, sekery jsou zlaté s černými topůrky a spolu s liktorskými svazky nepřevyšují štít znaku. Není známo, zda šlo o oficiální změnu státního znaku. (není obrázek)
20. května 1972 bylo federativní uspořádání ústavně zrušeno a byla vytvořena unitární Sjednocená kamerunská republika. Státní symboly nebyly oficiálně změněny, znak byl však častěji zobrazován (ne vždy) se zlatými sekerami a červeně podšitými stuhami. Užíval se však i znak bez obou stuh a stříbrnými sekerami. (není obrázek)
20. května 1975 se změnou vlajky projevilo zrušení federativního uspořádání a v hlavě 1, článku 1 ústavy byl zveřejněn popis znaku. Popis byl však poněkud neheraldický, plyne z něho, že ze znaku byly vypuštěny obě modré hvězdy, které byly nahrazeny hvězdou zlatou (v červeném poli). Kvůli nejasnému popisu, přesný popis státního znaku nebyl zveřejněn v žádném ústavním či jiném zákoně, se užívalo několik variant znaku z roku 1961:
- stuha s textem RÉPUBLIQUE UNIE DU CAMEROUN
- bez hvězd, bez stuh, stříbrným mečem, s hnědými liktorskými svazky se stříbrnými pásky, světle modrými sekerami, se sekerami s oboustranným ostřím
- se zlatými pásky na liktorských svazcích

4. února 1984 byl dodatkem ústavy (zákonem č. 84-1) změněn název země na Kamerunská republika a zároveň byl změněn státní znak. Štít byl celý zelený, s červenou špicí a zlatou hvězdou v (heraldicky) pravé části. Mapová silueta byla modrá, meč a váhy černé. Za štítem byly dva zkřížené liktorské svazky se stříbrnými sekerami s hnědými topůrky. Nad štítem byla zlatá, červeně podšitá stuha s nápisem RÉPUBLIQUE DU CAMEROUN. Pod štítem byla zlatá, červeně podšitá stuha s heslem PAIX • TRAVAIL • PATRIE. (není obrázek)
Již v roce 1986 byl státní znak opět upraven a tato podoba se užívá dodnes, i když na oficiálních stránkách kamerunských státních a vládních úřadů jsou/byly jeho varianty, lišící se např.:
- umístěním dolního dvojjazyčného názvu státu mimo stuhu
- sekerami ve zlaté barvě
- prohozením pozic názvu státu a motta (a název není na stuze)
- absencí motta i názvu státu
- atd.